# Brianroulstonite
La brianroulstonite è un minerale.